# Phalanger (kompilator)
Phalanger to projekt kompilatora języka PHP zapoczątkowany na Uniwersytecie Karola i wspierany przez firmę Microsoft. Pozwala on na kompilację kodu PHP do byte-codu CIL.